# Live III
Live III ist das dritte vollständige Live-Album von Ton Steine Scherben. Aufgenommen wurde es am 1. Mai 1983 im Tempodrom, Berlin (Songs 1-6, 12-13), am 20. Oktober 1982 in der Kampnagel-Fabrik, Hamburg (Songs 7-11) und am 15. und 16. Juni 1984 in der UFA-Fabrik, Berlin (Songs 14-16).

## Titelliste
1. Wo sind wir jetzt (Lanrue, Reiser)
2. Hau ab (Lanrue, Reiser)
3. S.N.A.F.T. (Sichtermann, Götzner)
4. Ardistan (Lanrue, Reiser)
5. Heimweh (Lanrue, Hannes Eyber)
6. Alles verändert sich (Reiser, Gert Möbius)
7. Durch die Wüste (Lanrue, Reiser)
8. Warum geht es mir so dreckig (Lanrue, Reiser)
9. Ebbe und Flut (Reiser, Götzner)
10. Mein Name ist Mensch (Reiser)
11. Rauch-Haus-Song (Reiser)
12. Allein machen sie dich ein (Lanrue, Reiser)
13. Wiedersehn (Lanrue, Reiser)
14. Der Turm stürzt ein (Reiser)
15. Lass uns ein Wunder sein (Lanrue, Reiser)
16. Jetzt schlägt’s dreizehn (Reiser, Peter Möbius)

## Besetzung
- Rio Reiser – Gesang, Klavier (11)
- R.P.S. Lanrue – Gitarre
- Kai Sichtermann – Bass, Chor
- Funky K. Götzner – Schlagzeug
- Martin Paul – Keyboard, Chor
- Marius del Mestre – Gitarre, Chor (7-10)
- Dirk Schlömer – Gitarre, Chor (1-6, 14-16)
- Britta Neander – Percussion (1-6, 12, 13)
- Richard Herten – Percussion (1-6, 14-16)
- Claudia Roth – Organisation
- Misha Schoeneberg – Licht-Design

## Anmerkung
Die Innenseite enthält das Cover der Single-Veröffentlichung von Der Turm stürzt ein.